# William J. Creber
William J. Creber (Los Angeles, 26 de julho de 1931 — Los Angeles, 7 de março de 2019) foi um diretor de arte norte-americano.